# Phalanger intercastellanus
Phalanger intercastellanus là một loài động vật có vú trong họ Phalangeridae, bộ Hai răng cửa. Loài này được Thomas mô tả năm 1895.